# Уганда на летних Олимпийских играх 2024

## Квалификация
| № п/п | Вид спорта           | Мужчины        | Мужчины                | Женщины        | Женщины                | Всего          | Всего                  |
| № п/п | Вид спорта           | Завоевано квот | Количество спортсменов | Завоевано квот | Количество спортсменов | Завоевано квот | Количество спортсменов |
| ----- | -------------------- | -------------- | ---------------------- | -------------- | ---------------------- | -------------- | ---------------------- |
| 1     | Академическая гребля |                |                        | 1              | 1                      | 1              | 1                      |
| 2     | Велоспорт            | 1              | 1                      |                |                        | 1              | 1                      |
| 3     | Лёгкая атлетика      | 7              | 6                      | 10             | 8                      | 17             | 14                     |
|       | ИТОГО                | 8              | 7                      | 11             | 9                      | 19             | 16                     |

## Медали
| Медаль | Спортсмен(ы) | Вид спорта | Дисциплина | Дата |
| ------ | ------------ | ---------- | ---------- | ---- |

| Вид спорта | 1 | 2 | 3 | Всего |

| Медали по датам | Медали по датам | Медали по датам | Медали по датам | Медали по датам | Медали по датам |
| --------------- | --------------- | --------------- | --------------- | --------------- | --------------- |
| Дата            | 1               | 2               | 3               | Всего           |                 |

## Состав команды
Академическая гребля
1. Квота1

Велоспорт
 Шоссейный велоспорт
1. Чарльз Кагиму

 Лёгкая атлетика
1. Тарсис Орогот[англ.]
2. Джейкоб Киплимо
3. Джошуа Чептегеи
4. Виктор Киполангат[англ.]
5. Стивен Кисса[англ.]
6. Эндрю Ротич Квемои[англ.]
7. Халима Накаайи
8. Винни Наниондо[англ.]
9. Сара Челангат[англ.]
10. Джой Чептойек[англ.]
11. Перут Чемутай
12. Квота6 (марафон)
13. Квота7 (марафон)
14. Квота8 (марафон)

 Плавание
1. Глория Музито

## Академическая гребля
Уганда завоевала одну квоту на участие в соревнованиях по академической гребле на Африканской квалификационной регате 2024 года в Тунисе.
| Спортсмен | Дисциплина       | Заезд | Заезд | Утеш. заезд | Утеш. заезд | Полуфиналы | Полуфиналы | Финалы | Финалы |
| Спортсмен | Дисциплина       | Время | Место | Время       | Место       | Время      | Место      | Время  | Место  |
| --------- | ---------------- | ----- | ----- | ----------- | ----------- | ---------- | ---------- | ------ | ------ |
|           | Женщины одиночки |       |       |             |             |            |            |        |        |

Легенда: FA=Финал А (медали); FB=Финал В; FC=Финал С; FD=Финал D; FE=Финал E; FF=Финал F; SA/B=Полуфиналы A/B; SC/D=Полуфиналы C/D; SE/F=Полуфиналы E/F; QF=Четвертьфиналы; R=Утешительные заезды

## Велоспорт

### Шоссейные велогонки
Уганда получила одно место в мужской групповой гонке на шоссе по результатам Чемпионата Африки по шоссейным велогонкам 2023 года в Аккре, Гана.
| Спортсмен | Дисциплина              | Время | Место |
| --------- | ----------------------- | ----- | ----- |
|           | Мужчины Групповая гонка |       |       |

## Легкая атлетика
Угандийские легкоатлеты выполнили нормативы для участия в Играх 2024 года, пройдя прямую квалификацию или по мировому рейтингу, в следующих соревнованиях (максимум по 3 спортсмена в каждом). 
Беговые дисциплины
Мужчины
| Спортсмен          | Дисциплина | Забеги    | Забеги | Утеш. забеги | Утеш. забеги | Полуфиналы | Полуфиналы | Финал     | Финал |
| Спортсмен          | Дисциплина | Результат | Место  | Результат    | Место        | Результат  | Место      | Результат | Место |
| ------------------ | ---------- | --------- | ------ | ------------ | ------------ | ---------- | ---------- | --------- | ----- |
| Тарсис Орогот      | 200 м      |           |        |              |              |            |            |           |       |
| Джейкоб Киплимо    | 5000 м     |           |        | —            | —            | —          | —          |           |       |
| Джейкоб Киплимо    | 10000 м    | —         | —      | —            | —            | —          | —          |           |       |
| Джошуа Чептегеи    | 10000 м    | —         | —      | —            | —            | —          | —          |           |       |
| Виктор Киполангат  | Марафон    | —         | —      | —            | —            | —          | —          |           |       |
| Стивен Кисса       | Марафон    | —         | —      | —            | —            | —          | —          |           |       |
| Эндрю Ротич Квемои | Марафон    | —         | —      | —            | —            | —          | —          |           |       |

Женщины
| Спортсмен      | Дисциплина  | Забеги    | Забеги | Утеш. забеги | Утеш. забеги | Полуфиналы | Полуфиналы | Финал     | Финал |
| Спортсмен      | Дисциплина  | Результат | Место  | Результат    | Место        | Результат  | Место      | Результат | Место |
| -------------- | ----------- | --------- | ------ | ------------ | ------------ | ---------- | ---------- | --------- | ----- |
| Халима Накаайи | 800 м       |           |        |              |              |            |            |           |       |
| Винни Наниондо | 1500 м      |           |        |              |              |            |            |           |       |
| Сара Челангат  | 5000 м      |           |        | —            | —            | —          | —          |           |       |
| Сара Челангат  | 10000 м     | —         | —      | —            | —            | —          | —          |           |       |
| Джой Чептойек  | 5000 м      |           |        | —            | —            | —          | —          |           |       |
| Джой Чептойек  | 10000 м     | —         | —      | —            | —            | —          | —          |           |       |
| Перут Чемутай  | 3000 м с/пр |           |        | —            | —            | —          | —          |           |       |
|                | Марафон     | —         | —      | —            | —            | —          | —          |           |       |
|                | Марафон     | —         | —      | —            | —            | —          | —          |           |       |
|                | Марафон     | —         | —      | —            | —            | —          | —          |           |       |